# Mickey tireur d'élite
Pour plus de détails, voir Fiche technique et Distribution.
Mickey tireur d'élite (Two-Gun Mickey) est un dessin animé de Mickey Mouse produit par Walt Disney pour United Artists et sorti le 15 décembre 1934.

## Synopsis
Dans le far west, Minnie chevauche vers la ville. Elle y rencontre un cowboy solitaire, Mickey, qui lui déclare qu'elle doit faire attention à elle, car la ville et ses environs ne sont pas sûrs. Minnie sort ensuite de la banque avec un gros sac d'argent. Pat Hibulaire regroupe alors les membres de son gang pour la voler. Ils la prennent en chasse à l'extérieur de la ville. Mickey voit la pauvre fille pourchassée depuis son perchoir, une haute montagne et décide de la sauver. Il chevauche dans le canyon où elle pense se réfugier.

## Fiche technique
- Titre original : Two-Gun Mickey
- Autres Titres[1] :
  - Allemagne : Micky im wilden Westen
  - Argentine : Mickey de dos armas
  - France : Mickey tireur d'élite
  - Suède : Banditernas överman
- Série : Mickey Mouse
- Réalisateur : Ben Sharpsteen (non crédité)
- Animateur : Les Clark, Hamilton Luske, Wolfgang Reitherman, Nick George
  - Ollie Johnston (intervalliste), Eric Larson (assistant)
- Voix : Walt Disney (Mickey), Marcellite Garner (Minnie)
- Musique : Leigh Harline (non crédité)
- Producteur : Walt Disney, John Sutherland (non crédité)
- Distributeur : United Artists
- Date de sortie : 15 décembre 1934[2]
- Format d'image : Noir et Blanc
- Son : Mono RCA Photophone
- Durée : 8 min
- Langue : (en)
- Pays :  États-Unis

## Voix françaises
- Jean-François Kopf : Mickey Mouse
- Marie-Charlotte Leclaire : Minnie Mouse
- Michel Vocoret : Pat Hilbulaire

## Commentaires
C'est le premier court métrage réalisé par Ben Sharpsteen chez Disney.